# Tomterna
Tomterna är en by söder om samhället Sävar i Sävars socken i Umeå kommun, där nuvarande E4 skär Sävarån, och som följer västra sidan av ån nedströms cirka två kilometer. SCB avgränsade bebyggelse i norra delen av Tomterna som en småort med benämningen Tomterna (norra delen) år 1995 men sedan år 2000 har befolkningen inte nått upp till 50 personer och SCB avgränsar inte längre någon småort i området.
Ungefär sedan mitten av 1990-talet har byn officiellt benämnts Tomterna och postadresserna (1 - 35) ändrades från Täfteåvägen till Tomterna.

## Historia
Byn var ursprungligen, sedan 1700-talet, odlingsmark för jordbrukarna i Sävar. Marken i och runt Sävar var uppdelad så att i princip alla bönder i Sävar hade mark mot ån, oavsett om det var på östra eller västra sidan. 
1883 sattes första huset på sin odlingsmark – "tomt" – väster om ån, utanför själva byn, därav namnet Tomterna. 
2011 finns cirka 40 hushåll i byn. En stor del av "tomterna" odlas fortfarande, på en del av marken odlar Skogforsk, Skogsbrukets forskningsinstitut, skog. Den sista i byn boende jordbrukaren lade ner verksamheten i början av 2000-talet. I fem av de gamla ladugårdarna har hästar tagit plats istället för kor.
Den gamla vägen Kustlandsvägen mellan Umeå och Skellefteå går väster om byn på höjden där ryssarna kom i 1808-09 års krig i slaget vid Sävar. Den 19 augusti 1809 stred man bland annat på den höjden, brånet, numera kallad Krutbrånet.